# Космос-1652
Космос-1652 је један од преко 2400 совјетских вјештачких сателита лансираних у оквиру програма Космос.
Космос-1652 је лансиран са космодрома Тјуратам, Бајконур, СССР, 17. маја 1985. Ракета-носач Протон је поставила сателит у орбиту око планете Земље. Маса сателита при лансирању је износила 600 килограма. Космос-1652 је био навигациони сателит.